# Marcello Nizzola
Marcello Nizzola (* 17. Dezember 1900 in Genua; † 22. Februar 1947 ebenda) war ein italienischer Ringer.

## Werdegang
Marcello Nizzola entwickelte sich in seiner Heimatstadt Genua zu einem hervorragenden Ringer in beiden Stilarten (griechisch-römischer Stil und freier Stil). Seit Mitte der 1920er Jahre gehörte er zu den besten italienischen Ringern, kam allerdings bei internationalen Meisterschaften erst 1931 zum Einsatz, weil ihm in seiner Gewichtsklasse bis dahin Giovanni Gozzi den Weg versperrt hatte. 1931 nahm er in Prag an der Europameisterschaft im griechisch-römischen Stil teil und gewann dort gleich eine Bronzemedaille im Bantamgewicht.
Bei den Olympischen Spielen 1932 in Los Angeles gewann Marcello sogar die Silbermedaille. Im Finale unterlag er dabei dem deutschen Meister Jakob Brendel aus Nürnberg knapp nach Punkten. Bei der Europameisterschaft 1934 im eigenen Lande kam Marcello in Rom nur auf den 5. Platz, obwohl er den routinierten Ungarn Ödön Zombori besiegt hatte.
1935 gelang Marcello in Brüssel der größte Erfolg seiner Laufbahn mit dem Gewinn des Europameistertitels im Bantamgewicht. Danach startete er noch bei den Olympischen Spielen 1936 in Berlin und der Europameisterschaft 1937 in München jeweils im freien Stil, Bantamgewicht, gewann aber keine Medaillen mehr.
Marcello Nizzola eröffnete nach dem Zweiten Weltkrieg in Genua einen Möbelhandel. 1947 wurde er in seinem Geschäft erschossen. Dieser Mord wurde nie aufgeklärt. Es kursierten in Genua Vermutungen, dass dieser Mord mit der politischen Einstellung von Nizzola, der schon 1920 der faschistischen Partei beigetreten war, zusammenhing. Er konnte so nicht mehr miterleben, dass auch sein Sohn Garibaldo ein hervorragender Ringer wurde, der 1951 Vizeweltmeister im freien Stil im Leichtgewicht wurde.
Die Ergebnisse der internationalen Meisterschaften, an denen Marcello Nizzola teilnahm, sind im folgenden Abschnitt nachzulesen.

## Internationale Erfolge
(Olympische Spiele, EM = Europameisterschaft, GR = griechisch-römischer Stil, F = Freistil, Ba = Bantamgewicht, damals bis 56 kg Körpergewicht)
- 1931, 3. Platz, EM in Prag, GR, Ba, mit Siegen über Louis Francois, Frankreich, Edmond Spapen, Belgien und Henryk Ganzerra, Polen und Niederlagen gegen László Szekfü, Ungarn und Herman Tuvesson, Schweden;
- 1932, Silbermedaille, OS in Los Angeles, GR, Ba, mit Siegen über László Szekfü und Georgios Zervinis, Griechenland und Niederlagen gegen Louis Francois und Jakob Brendel, Deutschland;
- 1934, 5. Platz, EM in Rom, GR, Ba, mit einem Sieg über Ödön Zombori, Ungarn und Niederlagen gegen Justin Gehring, Deutschland und Ion Horvath, Rumänien;
- 1935, 1. Platz, EM in Brüssel, F, Ba, mit Siegen über Adolphe Lambert, Belgien, Marcel Bron, Schweiz und Márton Lőrincz, Ungarn und trotz einer Niederlage gegen Jakob Brendel
- 1936, 7. Platz, OS in Berlin, F, Ba, mit einem Sieg über Antonín Nič, Tschechoslowakei und Niederlagen gegen Aatos Jaskari, Finnland und Ödön Zombori;
- 1937, 5. Platz, EM in München, F, Ba, nach Niederlagen gegen Stefan Toth, Ungarn und Herman Tuvesson